# Abbaye de Dalon
L'abbaye de Dalon est une abbaye cistercienne située à Sainte-Trie, dans le département français de la Dordogne.

## Historique
L'abbaye de Dalon fut fondée en 1114 par Géraud de Salles (ou de Salis) sous la règle de saint Benoît, grâce à une donation de Gérard de Lastours et de son frère (Gouffier de Lastours, dit « le Grand » ou « le Vieux », ou encore « le Chevalier au Lion »), présents le jour de la fondation, avec Eustorge, 48e évêque de Limoges, et divers seigneurs de la région. Le successeur de Géraud de Salles, l'ermite Roger, développa l'abbaye, qui fonda plusieurs prieurés et abbayes : Aubignac, Bœuil, Bonlieu, Loc-Dieu, le Palais Notre-Dame, Prébenoît, et forma ainsi l'Ordre de Dalon.
En 1142, Dalon n’est pas encore cistercienne mais d'autres monastères en ont déjà adopté la règle. Cette année-là, Étienne d'Obazine, consacré abbé du monastère d'Obazine, suit le conseil d'Aymeric, l'évêque de Clermont, et demande à Roger de lui adresser quelques moines pour leur communiquer le mode de vie de l'ordre et introduire la règle cistercienne à Dalon.
À la mort de Roger en 1159, les moines de Dalon demandèrent au chapitre général de l'abbaye cistercienne de Pontigny de bien vouloir leur fournir des moines instructeurs, car les deux ordres pratiquaient la même règle de saint Benoît.
En 1162, peu après l'élection du troisième abbé, Amélius, Dalon adhéra finalement à l'ordre de Cîteaux avec ses filles : Bœuil, Bonlieu, Loc-Dieu, le Palais, et Prébenoît. Elle devint ainsi la troisième fille de Pontigny en prenant rang à la date de 1120, au lieu d'être la dix-septième, car observant cette règle commune aux deux observances depuis cette époque. Elle bénéficia de la protection d'Henri II Plantagenêt, d'Aliénor d'Aquitaine et de Richard Cœur de Lion. Le célèbre troubadour Bertran de Born, seigneur de la localité voisine d'Hautefort, se retira comme moine à Dalon où il serait mort vers 1215.
Dalon possédait une douzaine de granges en Périgord et le petit prieuré de Saint-Blaise sur la paroisse de Milhac. L'ordre fonda en 1282 la bastide de Puybrun dans le Quercy.
Au XVIIe siècle, les vestiges de l'abbaye (le bâtiment des moines avec sa salle capitulaire et deux chapelles du transept droit de l'église) sont intégrés au nord d'un logis nouvellement bâti.
En 1784 l'évêque de Castres Jean-Marc de Royère est nommé abbé commendataire de Dalon. Depuis la fin du XVIIIe siècle, le lieu est situé dans le département de la Dordogne, sur la commune de Sainte-Trie. C'est un domaine privé.
Le 27 septembre 1948, le logis, la salle capitulaire et le pigeonnier sont inscrits au titre des monuments historiques.

## Filiation et dépendances
Dalon est fille de  l'abbaye de Pontigny et mère de Notre-Dame de Bœuil, Notre-Dame de Bonlieu (en Limousin), Loc-Dieu, Notre-Dame du Palais et Prébenoît.

## Liste des abbés de Dalon
- Roger[3]

.
Abbés commendataires
- Jean-Marc de Royère

## Galerie de photos

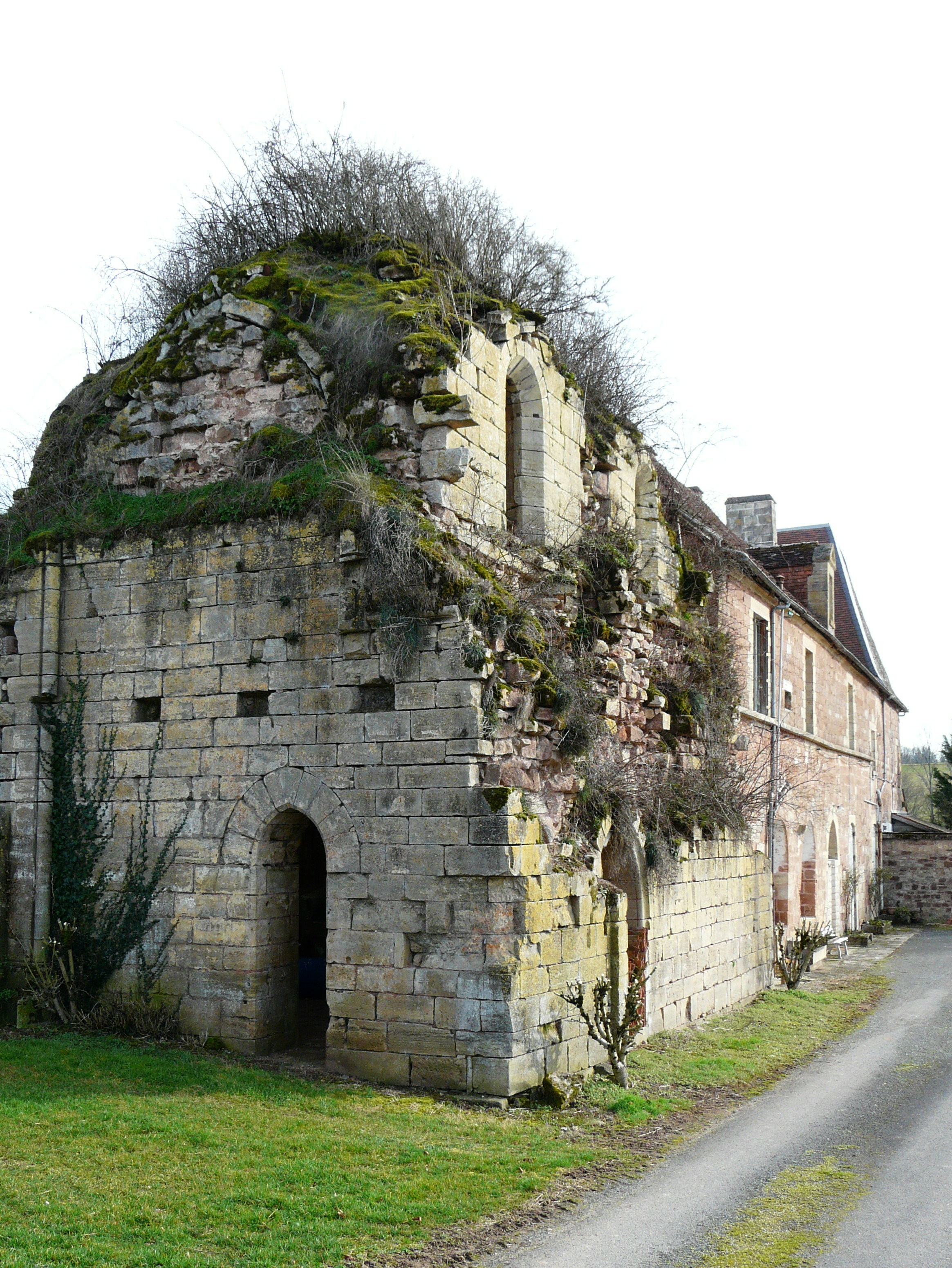
Les ruines dans le prolongement du logis.
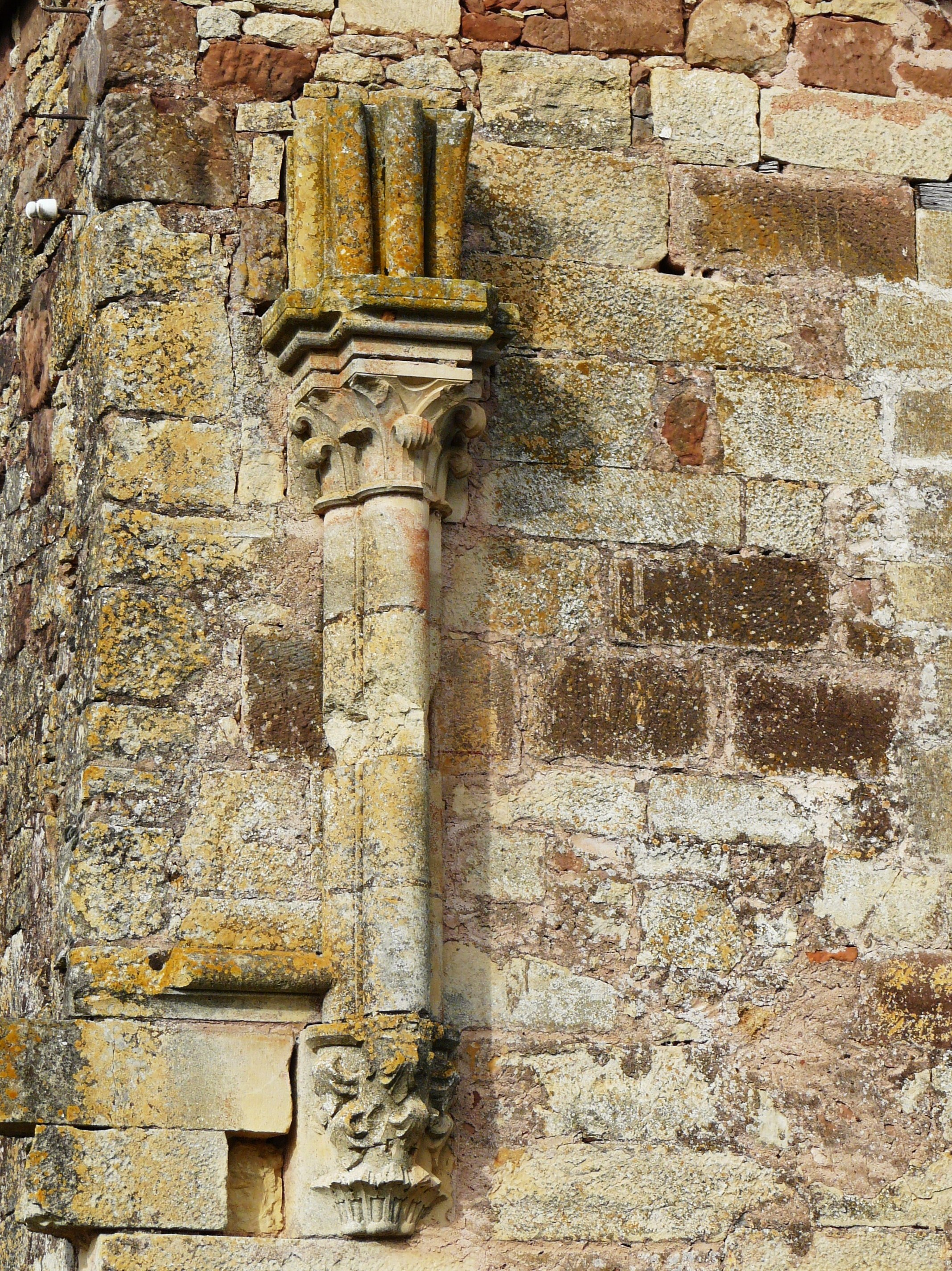
Vestiges d'une colonne.
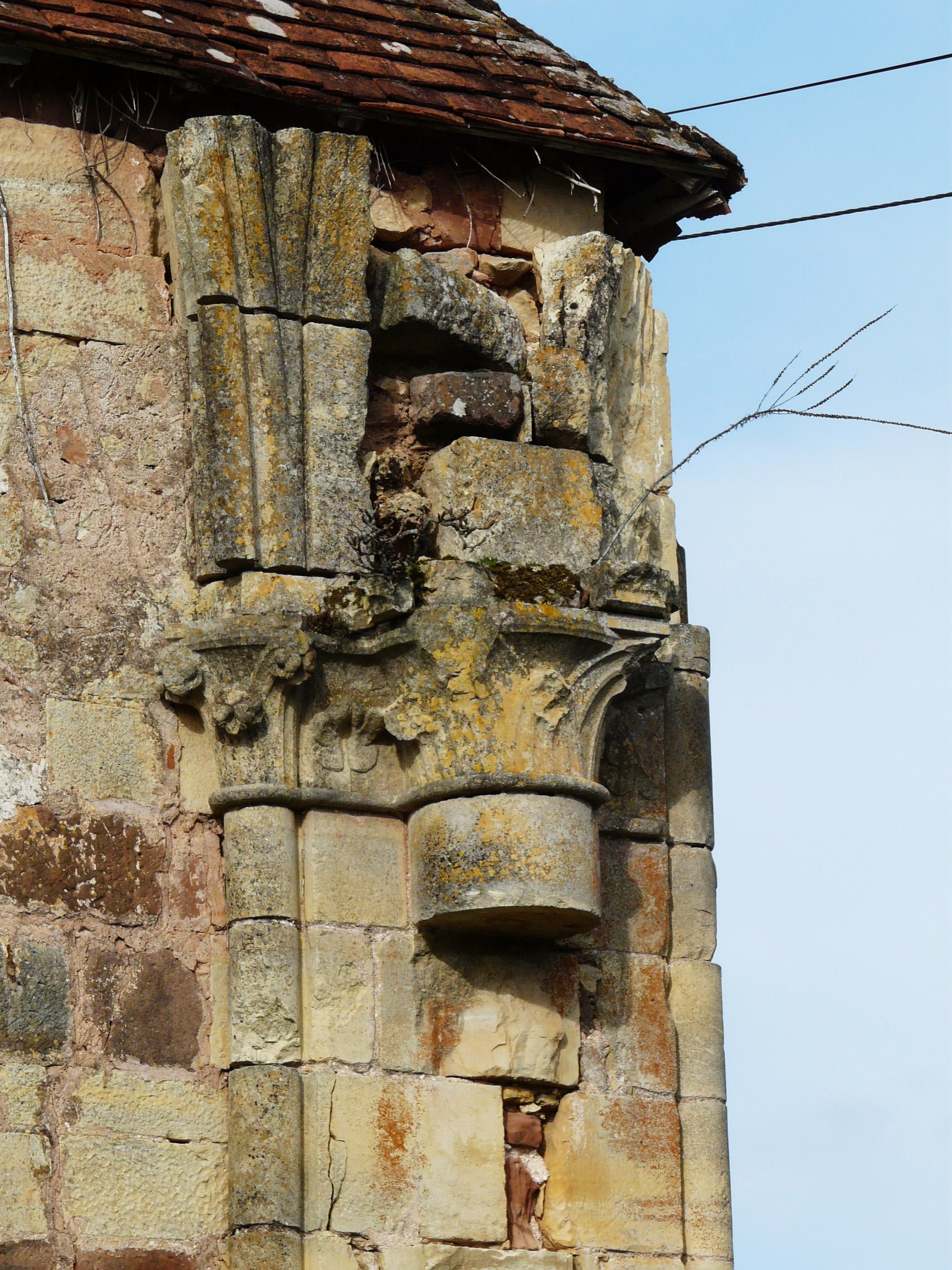
Vestiges d'un chapiteau.
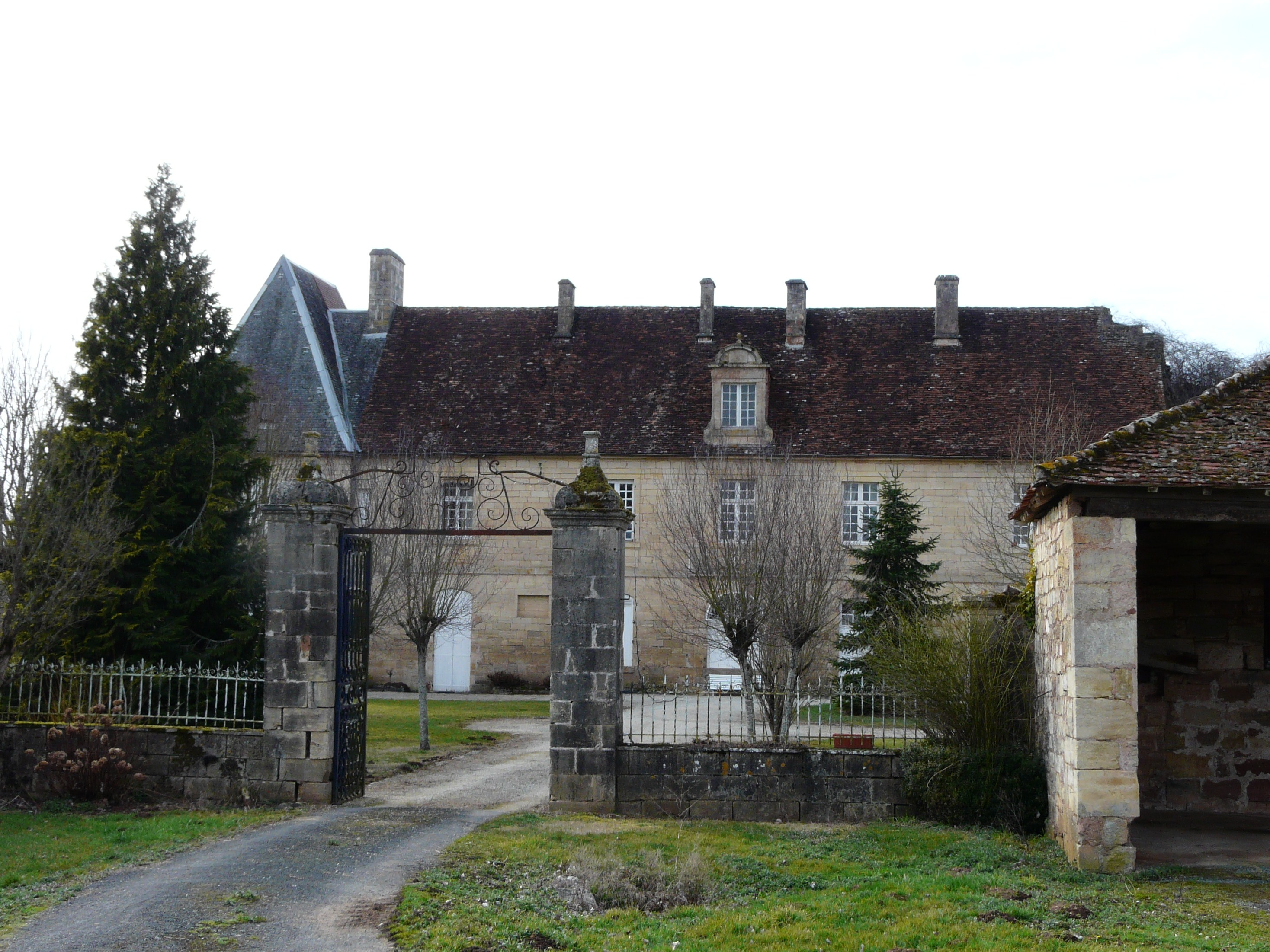
Le logis.
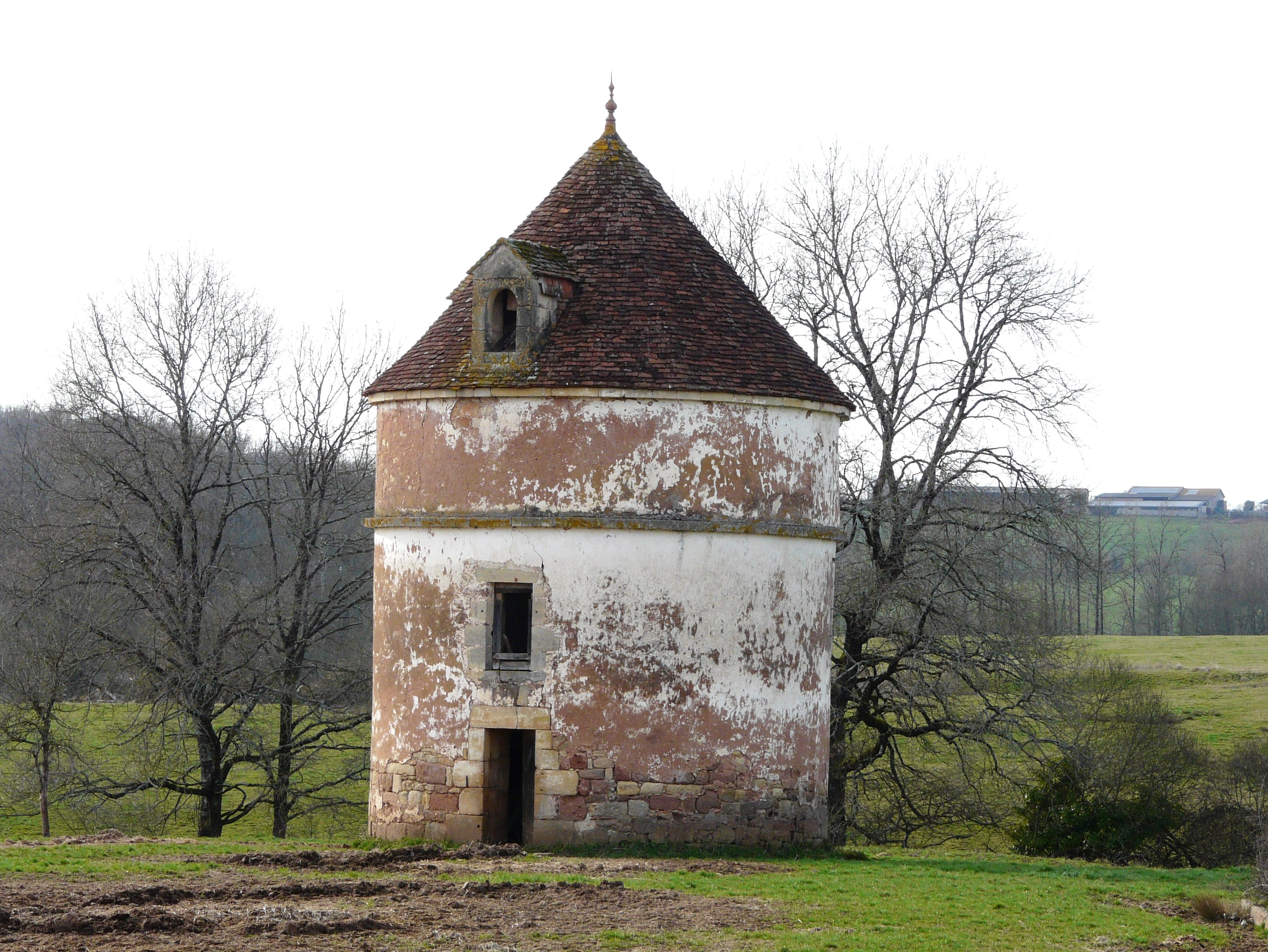
Le pigeonnier.